# ريكا
ريكا (بالإنجليزية: Reca)‏ هو بروتين مسؤول عن إصلاح وصيانة الحمض النووي. وقد تم إيجاد الشبيه المماثل في التركيب الهيكلي والوظيفي لبروتين «ريكا» في كل نوع من أجناس الكائنات الدقيقة، بحيث كان بمثابة النموذج المثالي لهذه الفئة من البروتينات المعنية بإصلاح الحمض النووي. وهذا النموذج المثالي والمطابق يعرف باسمه العلمي المختصر RAD51 في الكائنات حقيقيات النواة، وبروتين آخر يعرف باسمه العلمي المختصر RadA في البدائيات أو الأصليات.
يشتمل بروتين ريكا على عدة وظائف جميعها ذات الصلة بإصلاح الحمض النووي. على سبيل المثال في الكائنات الدقيقة كالبكتيريا والتي تتميز باستجابة العنصر SOS، لها القدرة الوظيفية المتمثلة في عمله البروتيني كببيتداز أو بروتياز حيث ينشط عملية الانقسام ذاتي التحفيز الخاص بالمثبط LexA، والمثبط λ.
يتمثل ارتباط بروتين ريكا بالحمض النووي القوي بما يقوم به من دور رئيسي أو مركزي في إعادة التركيب المتماثل. حيث يرتبط بروتين ريكا بروابط قوية لمجموعات الحمض النووي وحيدة السلسة ssDNA لتشكيل هياكل نووية خيطية. يحتوي بروتين ريكا على أكثر من موقع واحد لارتباط الحمض النووي، وبالتالي يمكن أن يحمل بروتين واحد أحماض نووية وحيدة السلسة ومزدوجة معا. هذه الميزة تجعل من البروتين القدرة على تحفيز الحمض النووي لعملية التشابك الجزيئي "synapsis"، والتفاعل بين الحمض النووي الحلزوني المزدوج والحمض النووي وحيد السلسة. وتبحث خيوط RecA-ssDNA المرتبطة على تسلسل التشابه على طول dsDNA. وتحفز عملية البحث هذه لامتداد الحمض النووي المزدوج، مما يعزز التكوين التعديلي لوحيد السلسة (آلية تعرف بالتدقيق للتكوين التعديلي الجزيئي. ويحفز هذا التفاعل من عملية التبادل للسلسة أو الخيط بين اثنين من الأحماض النووية المزدوجة. بعد حدوث عملية التشابك في منطقة heteroduplex ، تبتدأ عملية تعرف بالهجرة الفرعية، في هذه العملية يحدث عملية استبدال بين منطقة غير مرتطبة على السلسة بمنطقة مرتبطة أساسا على السلسة الأخرى. وقد تحدث هذه العملية بتناغم متكرر على مستوى الحمض النووي، ولكن إن امتدت هذه العملية بمستوى متساوي من الجهتين على طول الحمض النووي، قد لايحصل عملية اكتمال للحمض النووي المزدوج بشكل صحيح. لذا من الضروري الإشارة بأن بروتين ريكا له دور فعال ومركزي في عملية إصلاح ما يترتب عليه من ضرر أو تلف في عملية الهجرة الفرعية، دون تغيير إجمالي عدد أزواج القواعد. وبذلك يكون من الممكن إكمال إعادة إنتاج المنطقة من heteroduplex في الحمض النووي والمحتوية على الآلاف من القواعد الزوجية في الطول.
وبما أنه بروتين يعتمد على الحصول على الطاقة من الحمض النووي (المعتمدة على ATPase) يحتوي بروتين ريكا على موقع إضافي لارتباط وتفكيك مركب الطاقة ATP. ويرتبط بروتين ريكا بشكل أفضل عند اتحاده أكثر إحكاما مع ATP بدلا عن مركب ADP.
تعتبر سلالة البكتريا المعروفة "E. coli" والتي تعاني من نقص في بروتين ريكا مفيدة في عمليات الاستنساخ والإجراءات المختبرية في علم البيولوجيا الجزيئية. فغالبا يتم تعديل سلالات "E. coli" وراثيا لتحتوي على متحولة recA أليل، وبالتالي ضمان استقرار جزيئات extrachromosomal الحمض النووي المعروف باسم البلازميدات. وفي عملية تسمى التحول، حيث يؤخذ بلازميد الحمض النووي بواسطة البكتيريا تحت العديد من الظروف. وتسمى البكتيريا التي تحتوي على البلازميدات الخارجية بالمتحولات (بالإنجليزية: transformants)‏ وتحتفظ المتحولات البكتيرية على البلازميد المكتسب حتى خلال انقسامات الخلية، بحيث يمكن استعادتها واستخدامها في التطبيقات الأخرى. ومن الجدير بالذكر بأن بدون عمل بروتين ريكا يبقى بلازميد الحمض النووي دون تغيير عن طريق البكتيريا. وتعتبر عملية تنقية هذا البلازميد المكتسب ممكنة عن طريق من المزارع البكتيرية في المختبر، والتي يمكن عمل نسخ مكررة للبلازم الأصلي بواسطة تفاعل البوليميراز المتسلسل PCR، وهي طريقة مستخدمة بكثرة في البيولوجيا الجزيئية

## فعاليته كإستخدام دوائي
أشار العالمان ويغل (بالإنجليزية: Wigle)‏ وسينفلتون (بالإنجليزية: Singleton)‏ في جامعة نورث كارولاينا في بحث لهما أظهر أن الجزيئات الصغيرة والتي تتداخل مع وظيفة بروتين ريكا في الخلية قد تكون مفيدة في إنتاج المضادات الحيوية الدوائية. وبما أن العديد من المضادات الحيوية تؤدي إلى تلف الحمض النووي، وكل أنواع البكتيريا تعتمد على بروتين ريكا لإصلاح هذا الضرر، فيمكن استخادم مثبطات بروتين ريكا لتعزيز سمية تلك المضادات الحيوية. بالإضافة لفعالية بروتين ريكا، فإن له وظيفة مرادفة لتطور مقاومة المضادات الحيوية، وقد تؤدي أيضا مثبطات البروتين إلى تأخير أو عدم الحاجة لأدوية ميكروبات مقاومة المضادات الحيوية.

## دور بروتين ريكا في التحول الطبيعي
يعرف التحول الطبيعي عند البكتريا بنقل الحمض النووي وتبادل المعلومات الوراثية من بكتيريا إلى أخرى (عادة من نفس الأنواع)، وعملية التكامل بين الجهات المانحة للحمض النووي إلى الكروموسوم المتلقي من خلال إعادة تركيب مماثل، وتتم هذه العملية بواسط بروتين ريكا، والذي يلعب فيه هذا الأخير دورا مركزيا، يعتمد على استحداث العديد من المنتجات الجينية (على سبيل المثال حوالي 40% من المنتجات الجينية في Bacillus subtilis)، والتي تحديدا تتفاعل لتنفيذ هذه العملية، والتي تشير على تطور عملية التكيف من أجل نقل الحمض النووي. وقد يصل طول نقل الحمض النووي في بكتريا B. subtilis إلى مثل ثلث ما يصل إليه حجم الكروموسوم أو حجمه بالكامل. ولتتمكن البكتريا من تناول، أخذ، وإعادة تصنيع الحمض النووي في كروموسوماتها، فإنه يجب أولا أن تصل إلى حالة فسيولوجية هامة تسمى «الكفاءة» وتعتبر عملية التحول من العمليات الشائعة في الكائنات البدائية، وبالتالي أكثر من 68 جنس من هذه الكائنات معروفة بقدرتها على الكفاءة الطبيعة من أجل التحول الطبيعي.
ومن أكثر الأنظمة في التحولات الوراثية المدروسة هو ما يشاهد في نظام البكتريا العصوية B. subtilis. في هذه البكتيريا، يتفاعل بروتين ريكا مع الحمض النووي وحيد السلسة (ssDNA) الوارد، ليتكون على شكل «الهياكل الخيطية». وتنبعث أو تتمدد هذه الهياكل المدهشة من RecA/ssDNA من القطب العمودي للخلية ذات الكفاءة إلى العصارة الخلوية. وتعتبر أيضا هذه الهياكل RecA/ssDNA الخيطية من الخيوط النووية الحركية والتي باستطاعتها عمل مسح أو فحص للكروموسومات المقيمة عن تلك المماثلة لها. هذه العملية تقوم بتسهيل عملية التبادل للحمض النووي لدى بكتريا B. subtilis والمعلومات الوراثية للموقع المرتبط بها.
وقد أشار الباحث ميشود (بالإنجليزية: Michod)‏ بأن التحولات الوراثية بواسطة بروتين ريكا تمثل عملية تكيف لمماثلة إصلاح الحمض النووي من التلف في B. subtilis، وكذلك في العديد من الأنواع البكتيرية (أي النيسرية البنية، المستدمية النزلية، العقدية الرئوية، العقدية الطافرة وهيليكوباكتر بيلوري). وعند أنواع البكتيريا والمسببة للأمراض التي تصيب الأنسان، فكان من المتعقد أن بروتين ريكا والذي يعمل على إصلاح أضرار الحمض النووي التالفة، قد تكون ذات فائدة كبيرة عند هذه البكتيريا أيضا والتي تتعرض لضغوطات الأكسدة من قبل المضيف أو العائل.